# Gisara albolimbata
Gisara albolimbata är en fjärilsart som beskrevs av Paul Dognin 1909. Gisara albolimbata ingår i släktet Gisara och familjen tandspinnare. Inga underarter finns listade i Catalogue of Life.